# 1978년 칸 영화제
제31회 칸 영화제는 1978년 5월 16일부터 1978년 5월 30일까지 열린 영화제이다. 프랑스 칸에서 개최되었다.

## 수상

### 황금종려상
- 나막신 나무 - 에르마노 올미 수상
- 귀향 - 할 애쉬비

### 심사위원대상
- 시아오 마스키오 - 마르코 페레리 수상
- 외침 - 예르지 스콜리모브스키 수상

### 감독상
- 열정의 제국 - 오시마 나기사 수상

### 여우주연상
- 독신녀 에리카 - 질 클레이버그 수상
- 비올렛 노지에르 - 이자벨 위페르 수상

### 남우주연상
- 귀향 - 존 보이트 수상